# NGC 2808
NGC 2808 je kuglasti skup u zviježđu Kobilici.

## Vanjske poveznice
- SEDS: NGC 2808